# Louise Pratt

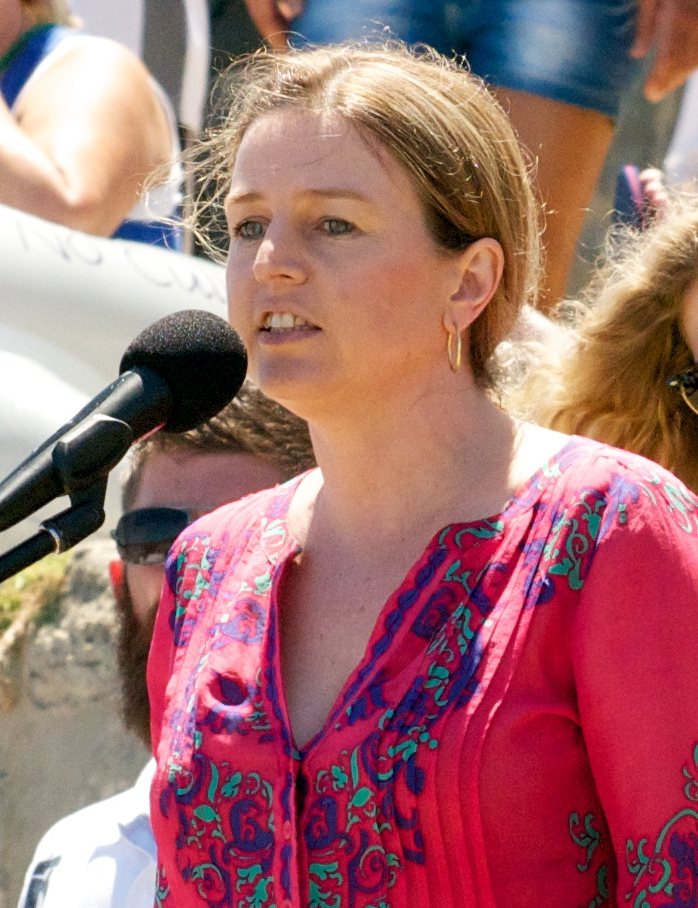
Louise Pratt (2014)

Louise Pratt (* 18. April 1972 in Kalgoorlie, Australien) ist eine australische Politikerin.

## Leben
Nach ihrer Schulzeit in Perth an der Eastern Hills Senior High School studierte Pratt Kunst an der University of Western Australia. Als LGBT-Aktivistin engagierte sie sich in der australischen Organisation Gay and Lesbian Equality.
2001 und 2005 gelang ihr jeweils der Einzug als Abgeordnete in das Parlament des australischen Bundesstaates Western Australia.
Seit 1. Juli 2008 ist Pratt Senatorin für den Bundesstaat Western Australia im Australischen Senat. Pratt ist Mitglied der Australian Labor Party.
Ihr Lebensgefährte ist Aram Hosie.